# Marquesado de Rocafuerte
El Marquesado de Rocafuerte es un título nobiliario español, creado el 17 de marzo de 1746, por el rey Felipe V, para Nicolás Jiménez de Lobatón y Azaña.
Este título fue ostentado por algunas de las más ricas y poderosas familias del Perú, de los siglos XVIII y XIX, como los Costilla o los Valverde, que tanta influencia política tuvieron en la colonia, y siguieron teniendo después de la independencia.
Estaban emparentados con los condes de Las Lagunas,  con los marqueses de San Juan de Buenavista y con los marqueses de Torrebermeja, todos ellos de la más acrisolada nobleza criolla del Perú.

## Marqueses de Rocafuerte
- Nicolás Jiménez de Lobatón y Azaña, I marqués de Rocafuerte.

Casó con Costanza Costilla-Valverde y Cartagena, hija de Pablo Costilla y Valverde, II marqués de San Juan de Buenavista. Le sucedió su hijo:
- Manuel Antonio Jiménez de Lobatón y Costilla, II marqués de Rocafuerte.

Casó con Rosa de Zabala y Vázquez de Velasco. Le sucedió su hijo:
- Nicolás Jiménez de Lobatón y Zabala, III marqués de Rocafuerte.

Casó con Antonia Mendive Jara.
Rehabilitado en 1953
- Olivia Sofía de Santiago-Concha y Valdés, IV marquesa de Rocafuerte,[1] IV marquesa de Casa Concha.

Casó con Mariano Fontecilla Varas, IV marqués de Montepío. Le sucedió en 1974, por distribución, su nieto:
- Enrique Daniel Fontecilla y Lira (Santiago de Chile, 22 de julio de 1952),[3] V marqués de Rocafuerte.[4]